# 聚结

表示两个液滴、气泡或颗粒合并形成一个实体。

聚结（coalescence）即碰并，是两个或多个液滴、气泡或颗粒在接触过程中合并形成单个子液滴、气泡或颗粒的过程。它可以发生在从气象学到天体物理学的许多过程中。例如，它出现在雨滴的形成以及行星和恒星的形成中。
在气象学中，它的作用对于雨的形成至关重要。当液滴由云中的上升气流和下降气流携带时，它们碰撞并合并形成更大的液滴。当水滴变得太大而无法在气流中持续时，它们开始像雨一样落下。添加到这个过程中，云可能会被来自更高海拔的冰播种，或者通过云顶达到−40 °C（−40 °F） ，或通过卷云中的冰播种的云。
在云物理学中，碰并的主要机制是液滴之间的不同终端速度。终端速度是液滴大小的函数。决定碰并速率的其他因素是液滴浓度和湍流。 